# Colt Studio Group

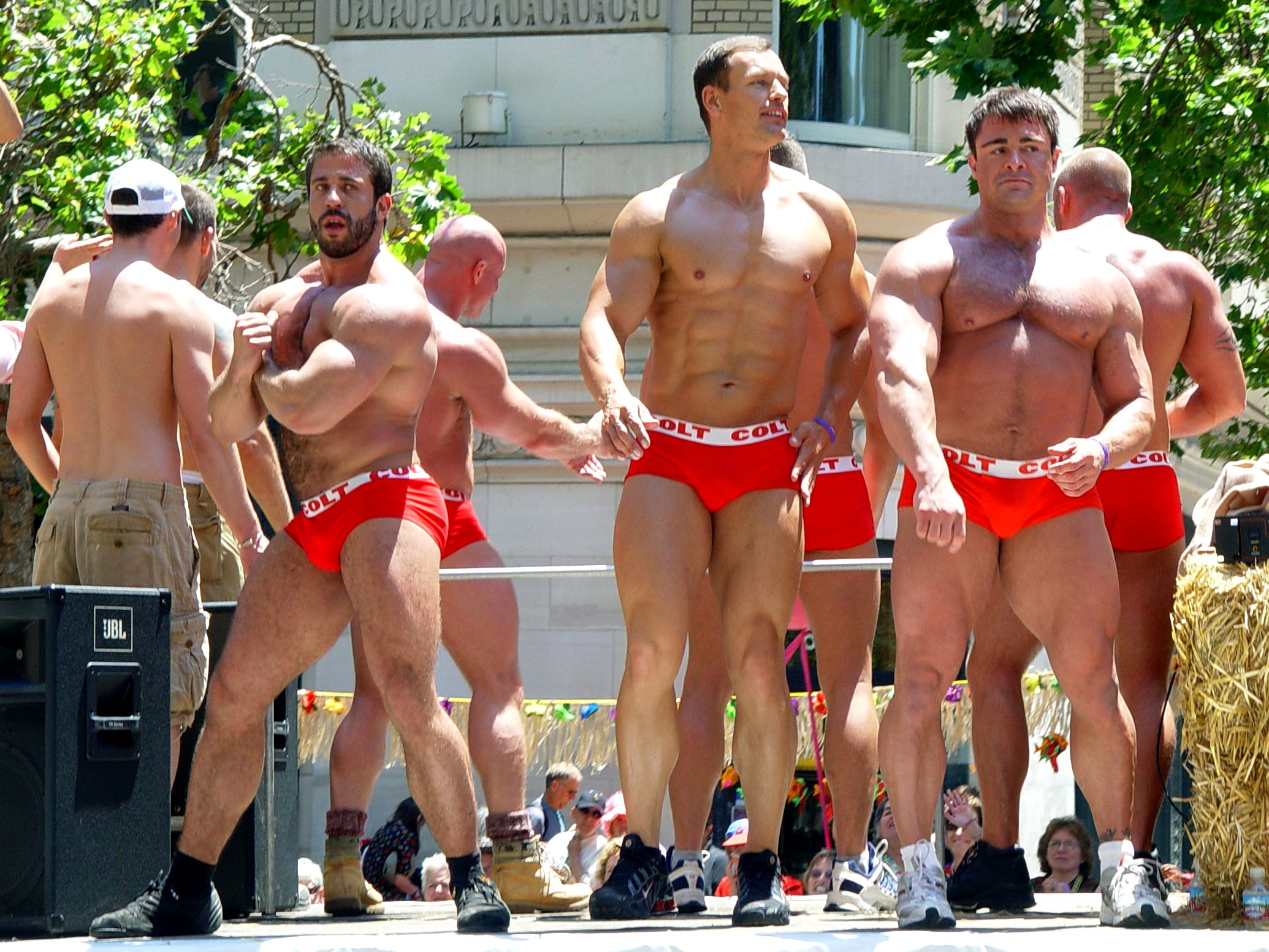
COLT Models präsentieren COLT Basics Unterwäsche auf der San Francisco LGBT Parade 2006.

COLT Studio Group (CSG) ist ein US-amerikanisches Erotik- und Pornografiestudio mit Sitz in Sonoma. Sie ist eine der ältesten bestehenden Firmen, die für den schwulen Markt produziert. Die Akteure der Hauptmarke sind primär sehr maskuline Männer.

## Geschichte
Die Firma wurde im Jahre 1967 in New York City vom Fotografen Jim French, alias Rip Colt, als COLT Studio gegründet. Später wurde der Firmensitz nach Los Angeles verlegt, wo er für etwa 25 Jahre blieb, um danach nach San Francisco zu ziehen. Mit der Rezession durch die Finanzkrise ab 2007 wurde das Büro 2008 in das kostengünstigere Sonoma verlegt, Vertrieb und Logistik erfolgen von Nevada aus.
Im Jahre 2003 verkaufte French die Firma an die Prowest Media Corporation von John Rutherford, ehemaliger Präsident und Produktionschef von Falcon Studios, und dessen Lebensgefährten Tom Settle. Die neuen Eigentümer benannten die Firma in COLT Studio Group um. Seit dem zweiten Halbjahr 2009 bestreiten sie ihren schon länger bestehenden Internetauftritt zusammen mit der Firma Buddy Profits, die 2010 mit dem XBIZ Award ausgezeichnet wurde.
Schon relativ kurz nach Vertragsabschluss hatten die neuen Eigentümer Probleme. Nach ihren Angaben soll teilweise Bildmaterial gefehlt haben und die Marke nicht mehr so gefragt wie gedacht. Durch die Rezession im Jahre 2008 war das Geschäft „schwer rückläufig“. Im Mai 2009 klagte die Jim French Studios Inc. die Prowest Media auf Vertragsbruch, da sie mit dem vereinbarten Kaufpreis immer wieder in Verzug gerieten und French verlangte die Rückerstattung der Rechte. Im Juni 2010 beantragte Prowest Media Gläubigerschutz nach Chapter 11 und die beiden Eigentümer Liquidation nach Chapter 7. Größter Schuldner ist der ehemalige Eigentümer Jim French. French versuchte inzwischen die Kontrolle über die Firma zurückzubekommen oder die Liquidation nach Chapter 7. Im Jänner 2011 wurde schließlich das Restrukturierungsvorhaben nach Chapter 11 bewilligt. Die offenen Forderungen sollen in Raten beglichen werden.

## Produktlinien
CSG produziert als Dachgesellschaft DVDs und Videos, die schwule Pornografie unter verschiedenen Marken zeigt:
- COLT Studio – If the look is Masculine, the name is COLT!
- Buckshot Productions – Get BUCKed!
- COLT Minute Man Solo Series – Bigger IS Better!
- Olympus Studio – The Best of Both Worlds!
- The Legendary Bodies Series – The Pinnacle of Masculine Erotica!

Dazu passend gibt es weitere Produktlinien für Utensilien, Printprodukte und Kleidung:
- COLT Gear
- Buckshot Toys
- COLT Leather
- COLT Basics
- COLT Mobile
- COLT Cash
- COLT Publications, Magazines, Note Cards and Calendars

Während die Akteure der Colt-Line maskuline, oft muskulöse Männer mittleren Alters sind, konzentriert sich die Buckshot-Linie auf den „Twink“-Typus mit 18- bis 23-jährigen Darstellern.

## Bekannte Models von Colt (Auswahl)
- Jake Andrews
- Adam Dexter
- Chase Hunter
- Árpád Miklós
- Zak Spears
- Dave Angelo
- Bo Dixon
- Karim
- Wade Neff
- Glen Steers
- Edu Boxer
- Lane Fuller
- Jason Kingsley
- Tod Parker
- Jake Tanner
- Adam Champ
- Luke Garrett
- Pete Kuzak
- Brad Patton
- Ross Taylor
- Tom Chase
- Jake Gianelli
- Alex Le Monde
- Joe Reitano
- Gage Weston
- Franco Corelli
- Brian Hansen
- Vin Marco
- Trey Rexx
- Chris Wide
- Jason Crew
- Carl Hardwick
- Carlo Masi
- Bill Flagstaff
- Roger Danik
- Darin Hawk
- Todd Maxwell
- Sam Shadon